# Pineda de Mar
Pineda de Mar est une commune de la comarque de Maresme dans la province de Barcelone en Catalogne (Espagne).

## Géographie
Commune située en bord de mer Méditerranée sur la Costa del Maresme

## Galerie d'images

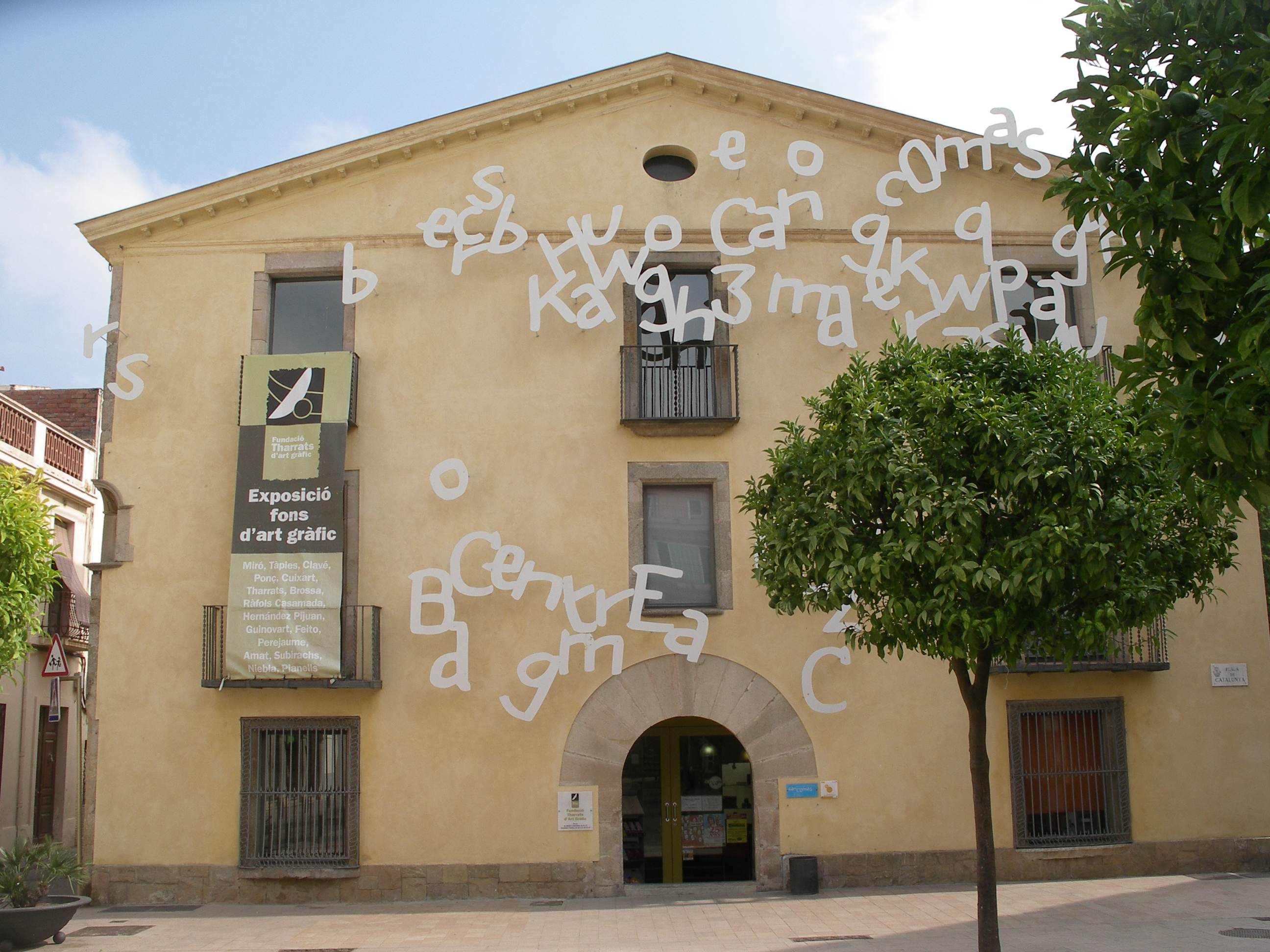
Can Comes
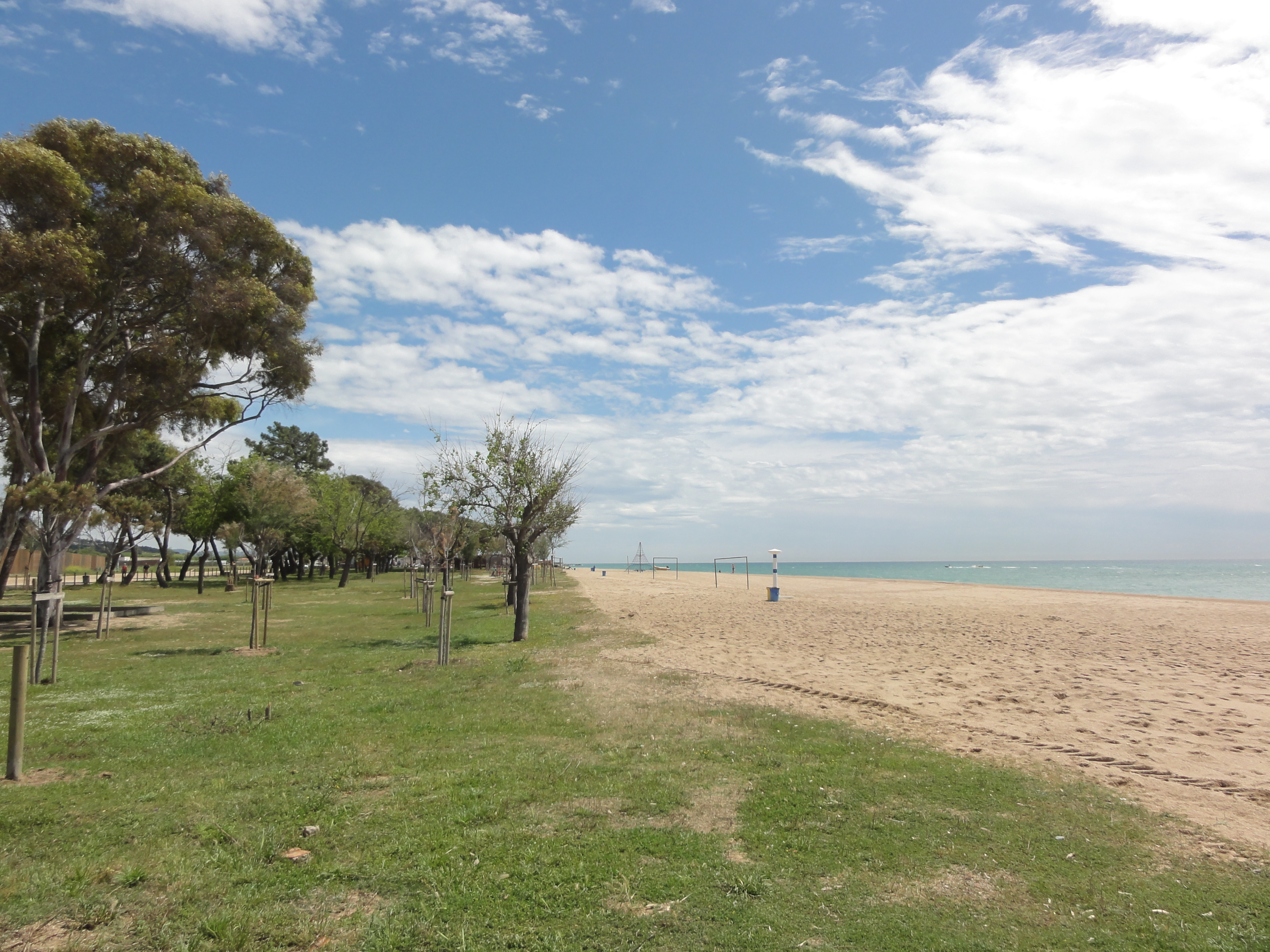
Plage "Els Pins"

## Jumelages
Pineda de Mar est jumelée avec
- Frontignan (France) depuis 2010
- Arles-sur-Tech (France)[1]

## Démographie
| 1717 | 1787  | 1857  | 1887  | 1900  | 1910  | 1920  | 1930  |
| ---- | ----- | ----- | ----- | ----- | ----- | ----- | ----- |
| 493  | 1 663 | 1 855 | 1 859 | 1 807 | 1 889 | 2 185 | 3 275 |

| 1940  | 1950  | 1960  | 1970  | 1981   | 1990   | 1992   | 1994   |
| ----- | ----- | ----- | ----- | ------ | ------ | ------ | ------ |
| 3 004 | 3 188 | 3 718 | 7 776 | 11 739 | 15 858 | 16 587 | 17 475 |

| 1996   | 1998   | 2000   | 2002   | 2004   | 2006   | 2010   | 2014   |
| ------ | ------ | ------ | ------ | ------ | ------ | ------ | ------ |
| 17 884 | 18 585 | 20 057 | 21 958 | 23 539 | 25 504 | 25 893 | 25 948 |

## Culture locale et patrimoine
Pineda est une ville qui aime le basket-ball et possède un club comme l'Unió Esportiva i Recreativa Pineda de Mar, qui a joué pendant huit saisons au plus haut échelon national, atteignant la quatrième place du championnat d'Espagne lors de la saison 1976-77, côtoyant Real Madrid, FC Barcelone et Joventut de Badalone.

### Lieux et monuments

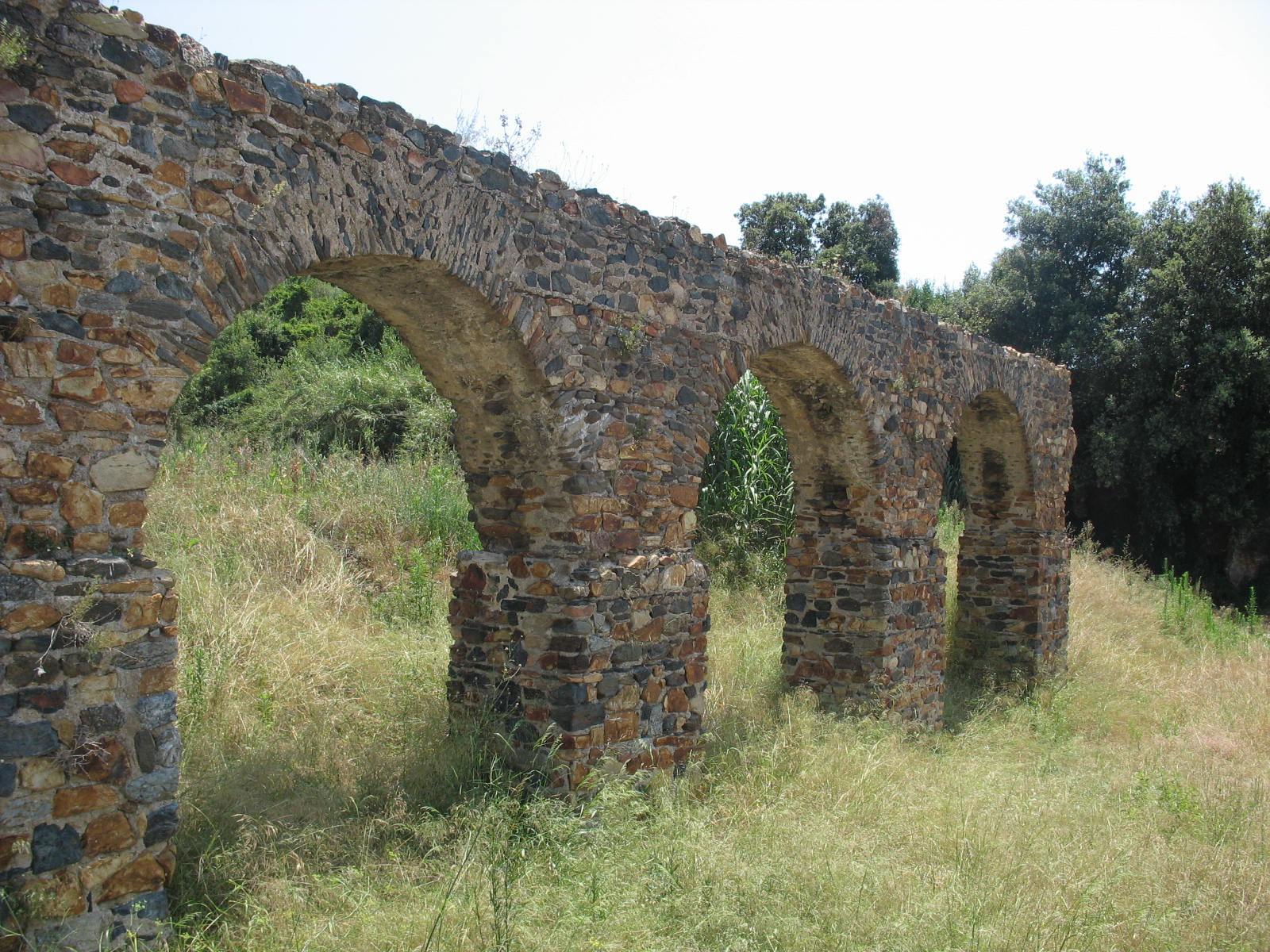
Aqueduc romain

- Aqueduc romain de Cal Cua, dont il ne reste que quatre arches.
- Église Santa Maria des XVIIe et XVIIIe siècles.
- Chapelle Mare de Deu de Gràcia
- Chapelle Sant Antoni
- Chapelle Sant Rafael
- Chapelle Sant Jaume

### Personnalités liées à la commune
- Maria Gràcia Bassa i Rocas (1883-1961), poétesse et journaliste catalane exilée en Argentine sous le franquisme, s'est mariée à Pineda de Mar en 1907.
- Sara Llorens (1881-1954), universitaire et écrivaine catalane, pionnière des traditions et arts populaires de la Catalogne.
- Manuel Serra (1884-1963), écrivain et homme politique, fondateur de la bibliothèque de la commune avec son épouse Sara Llorens[2].
- Francesc Buscató (1940-) : joueur de basket-ball né à Pineda de Mar.
- Joan Coromines linguiste et philologue décédé à Pineda de Mar.